# Євген Кватерник
Євген Кватерник (Eugen Kvaternik; 31 жовтня 1825, Загреб, тепер Хорватія — 11 жовтня 1871, Раковиця, Кордун, тепер Хорватія) — хорватський політичний письменник і діяч, один із засновників Хорватської партії права. 
Нині його ім'я носить одна з площ столиці Хорватії.

## Життєпис

### Дитинство, юність і початок політичної кар'єри
Євген Кватерник народився 31 жовтня 1825 року в Загребі, в сім'ї професора. В 1842—44 роках вивчав теологію в Сені та Загребі, потім — право (1844—45) і педагогіку (1845—46) в Пешті. У 1847 році здобув право викладати, а 1848 року — право займатися адвокатською діяльністю.
Після скасування в 1848 році баном Йосипом Єлачичем феодалізму, хорватам була надана більша незалежність від Австро-Угорщини. Це надихало прибічників повної незалежності Хорватії, серед яких був і Кватерник. Пропрацювавши адвокатом у місті Брод-на-Купі з 1851 до 1857 року, він був змушений емігрувати з Австро-Угорщини у зв'язку із забороною займатись адвокатською практикою.
1858 року Євген Кватерник пробував знайти політичну підтримку в Російської імперії, де перебував в еміграції. Коли це не вдалося, Кватерник вирішив дистанціюватися від усіх слов'янських держав і народів та звернутися по допомогу до Франції.

### Створення Хорватської партії права

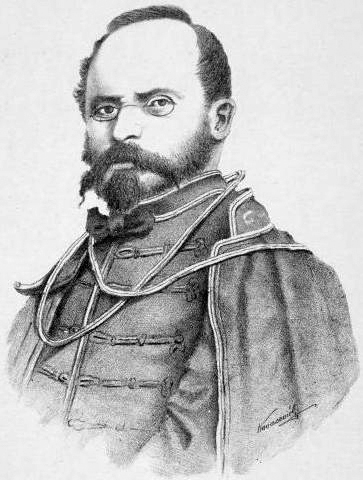
Євген Кватерник на літографії Степана Ковачевича

Повернувшись у Загреб в 1860 році, Кватерник був обраний депутатом Парламенту Хорватії. 26 червня 1861 року разом з іншим депутатом — Анте Старчевичем представив на засіданні Сабору програму, що декларувала наділення Хорватії правами широкої автономії у складі Габсбурзької монархії (на той час країну було розділено на декілька частин). Таким чином цю дату — 26 червня 1861 року прийнято вважати днем заснування Хорватської партії права.
У 1862 році за свою політичну діяльність Кватерник спочатку був заарештований, а потім — висланий з Австро-Угорщини. Перебуваючи в Італії, співпрацював із Джузеппе Гарібальді і польськими, угорськими та чеськими емігрантами. 
Після коронації Франца Йосифа в 1867 році Кватернику нарешті було дозволено повернутися на батьківщину.

### Повстання в Раковиціі загибель

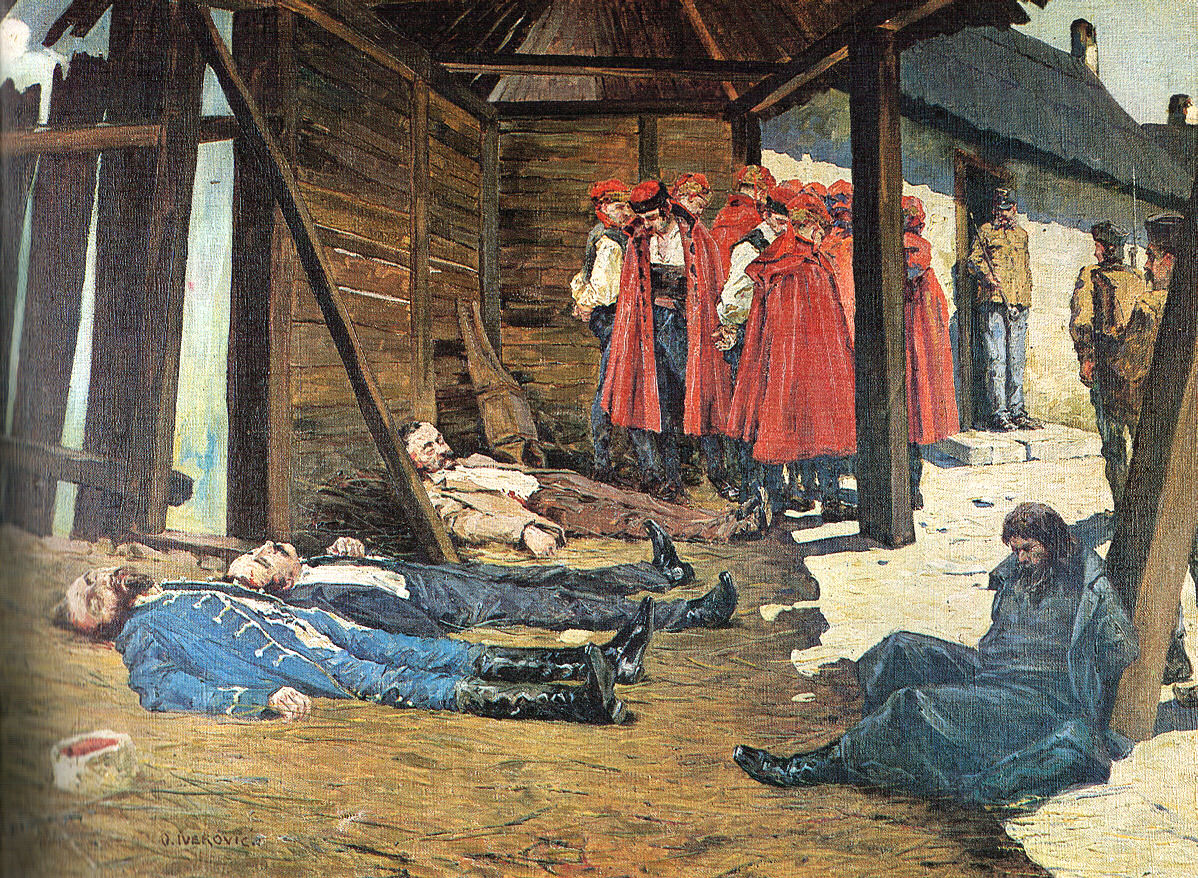
Вбивство в Раковиці (смерть Євгена Кватерника)

На початку жовтня 1871 року Кватерник і кілька членів Хорватської партії права, не погоджуючись зокрема і з офіційною політикою власної партії, почали повстання в селі Раковиця в Кордуні. Повсталі проголосили наступні цілі:
- Звільнення хорватів від австрійського й угорського утиску.
- Проголошення незалежної Хорватії.
- Загальна рівність перед Законом.
- Муніципальне самоврядування.
- Скасування Військової границі і утворення вільних жупаній.
- Повага до всіх релігій.

Повсталі також закликали приєднатися до них православних сербів, що деякі з них і зробили, проте повстання було швидко придушене. Більшість учасників, включаючи Кватерника, були вбиті.